# Maria Pia de Saxònia-Coburg Gotha i Bragança

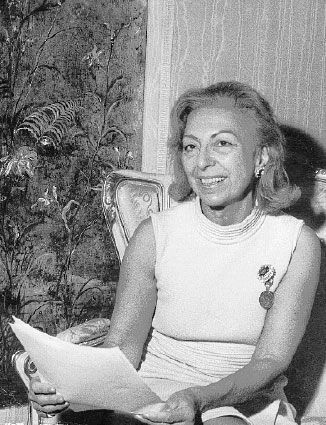
Maria Pia de Saxònia-Coburg Gotha i Bragança

Maria Pia de Saxònia-Coburg Gotha i Bragança (Lisboa, 13 de març del 1907 – Verona, 6 de maig del 1995) va ser una pretendent als títols d'infanta de Portugal, de duquessa de Bragança al tron de Portugal.
El seu dret a aquests títols, però, ha estat discutit, a causa del seu origen suposadament bastard i no és reconeguda per la dinastia Bragança com a membre. La Constitució portuguesa del 1826 només atorga drets successoris als descendents legítims dels reis de Portugal.

## Orígens familiars
Maria Pia de Saxònia-Coburg Gotha i Bragança va néixer a la capital del regne el 13 de març de 1907, i se suposa que era filla bastarda del rei Carles I de Portugal amb Maria Amèlia Laredó e Murça. Per via paterna seria neta del rei Lluís I de Portugal i de la princesa de Sardenya i reina de Portugal Maria Pia de Savoia, i besneta de la reina Maria II de Portugal i del príncep Ferran de Saxònia-Coburg Gotha.
Morí a Verona, a Itàlia, el 6 de maig del 1995.

## Descendents

Bandera de la Casa Reial de Portugal

- Fátima Francisca Xaviera Iris Bilbao de Saxònia-Coburg Gotha i Bragança (1932-1982)
- Maria da Gloria Cristina Amèlia Valéria Antónia Blais de Saxònia-Coburg Gotha i Bragança (1947-)
  - Carlos Miguel Berrocal de Saxònia-Coburg Gotha i Bragança (1976-)
  - Beltrán José Berrocal de Saxònia-Coburg Gotha i Bragança (1978-)
- Rosario Poidimani (1941-) suposadament fill adoptat.